# ایفوتاکا
ایفوتاکا (به لاتین: Ifotaka) یک منطقهٔ مسکونی در ماداگاسکار است که در بخش آمبوآساری سود واقع شده‌است. ایفوتاکا ۲۱٫۷۵۰ نفر جمعیت دارد و ۶۷ متر بالاتر از سطح دریا واقع شده‌است.